# Eklent Kaçi
Eklent Kaçi (* 29. Januar 1999 in Laç) ist ein albanischer Poolbillard- und Snookerspieler.

## Karriere

### Poolbillard
Eklent Kaçi begann im Alter von acht Jahren mit dem Billardspielen. 2013 wurde er erstmals für die Europameisterschaft der Herren nominiert. Dabei gelang ihm im 10-Ball der Einzug in die Runde der letzten 64, in der er dem Schweden Andreas Gerwen unterlag. Bei der EM 2014 erreichte Kaçi die Finalrunde im 14/1 endlos und im 10-Ball. Anschließend nahm er erstmals an einem Euro-Tour-Turnier teil, den North Cyprus Open 2014, schied dort jedoch sieglos aus. Wenige Wochen später gewann er bei der Schüler-Europameisterschaft seine ersten Medaillen. Er wurde nach einer 3:6-Finalniederlage gegen Maxim Dudanez Vizeeuropameister im 10-Ball sowie Dritter im 8-Ball und im 9-Ball.
Im März 2015 wurde Kaçi im Finale gegen Labinot Markaj albanischer 8-Ball-Meister der Herren. Einen Monat später erreichte er bei der Herren-EM im 10-Ball und im 8-Ball die Runde der letzten 64. Bei den im Anschluss an die EM stattfindenden Portugal Open gelang ihm bei seiner zweiten Euro-Tour-Teilnahme erstmals der Einzug in die Finalrunde. Im Sechzehntelfinale unterlag er dem Deutschen Ralf Souquet. Bei der Schüler-EM 2015 wurde er Dritter im 10-Ball und nach einer 5:6-Finalniederlage gegen Sanjin Pehlivanović Vizeeuropameister im 8-Ball. Im November 2015 erreichte er bei den Treviso Open die Runde der letzten 32, in der er dem Polen Tomasz Kapłan mit 8:9 unterlag.
Im März 2016 wurde Kaçi durch einen 9:7-Finalsieg gegen Edmond Zaja albanischer Meister im 9-Ball. Nachdem er bei den Austrian Open und den North Cyprus Open die Runde der letzten 32 erreicht hatte, zog er bei den Albanian Open 2016, dem ersten Euro-Tour-Turnier in seinem Heimatland, ins Achtelfinale ein, in dem er gegen den späteren Turniersieger Mateusz Śniegocki mit 6:9 verlor. Im Oktober 2016 erreichte er bei den Dutch Open das Sechzehntelfinale und bei den US Open den 25. Platz. Wenig später schaffte er es auch beim Kremlin Cup 2016 in die Runde der letzten 32.
Im Januar 2017 schied er bei der Molinari Players Championship, dem ersten Turnier der World Pool Series, in der ersten Runde aus. Im Februar wurde er beim 9-Ball-Wettbewerb des Derby City Classics Siebzehnter. Wenig später erreichte er auf der Euro-Tour das Sechzehntelfinale der Italian Open und das Achtelfinale der Portugal Open 2017, in dem er gegen den amtierenden 10-Ball-Europameister Marc Bijsterbosch verlor. Im April 2017 gewann er in New York zum ersten Mal ein Weltranglistenturnier: Bei den Aramith Masters Championship, dem zweiten WPS-Turnier, zog er nach Siegen unter anderem gegen Francisco Sánchez, Jeffrey de Luna und Jayson Shaw ins Finale ein, in dem er den Philippiner Carlo Biado in zwei Sätzen mit 6:4 und 7:5 besiegte. Anschließend blieb er in den Vereinigten Staaten und gewann unter anderem zwei Turniere der Joss Northeast Tour sowie ein Turnier der Predator Tour. Beim Ryo Rack Classic 2017, dem dritten WPS-Turnier, schied er im Halbfinale gegen den späteren Turniersieger Skyler Woodward aus. Auch beim Kremlin Cup 2017 erreichte er die Vorschlussrunde und verlor gegen den Titelverteidiger Alexander Kazakis. Nachdem er bei den Klagenfurt Open im Achtelfinale ausgeschieden war, zog er Ende Oktober 2017 ins Finale der US Open ein, in dem er sich dem Schotten Jayson Shaw mit 4:13 geschlagen geben musste. Wenig später gewann er durch einen 13:11-Endspielsieg gegen Petri Makkonen das Finalturnier der World Pool Series.  Bei den Treviso Open 2017 kam er zum ersten Mal auf der Euro-Tour über das Achtelfinale hinaus. Nachdem er unter anderem Petri Makkonen und Philipp Stojanovic besiegt hatte, unterlag er im Halbfinale dem Österreicher Mario He mit 7:9. Im Dezember 2017 nahm er erstmals an der 9-Ball-Weltmeisterschaft teil und erreichte mit sechs Siegen in Folge, unter anderem gegen Chu Bingjie, David Alcaide und Maung Maung, das Halbfinale, das er gegen den Philippiner Roland Garcia mit 6:11 verlor.
Im März 2018 zog er bei den Treviso Open erstmals in ein Euro-Tour-Endspiel ein. Im Finale besiegte Kaçi den Österreicher Albin Ouschan mit 9:5 und gewann damit als zweiter Albaner nach Nick Malai ein Euro-Tour-Turnier.

### Snooker
Im Januar 2016 wurde Kaçi durch einen 3:0-Finalsieg gegen Besar Spahiu albanischer Meister im Snooker. Wenige Tage später erreichte er bei der U18-Europameisterschaft die Runde der letzten 32 und bei seiner ersten Teilnahme an der Herren-Europameisterschaft die Runde der letzten 96. Im August 2016 zog er bei der U18-Weltmeisterschaft ins Achtelfinale ein, in dem er dem Engländer Lewis Gillen mit 3:4 unterlag. Bei der U21-WM 2016 schied er hingegen in der Runde der letzten 72 aus. Bei der EM 2017 erreichte er die Runde der letzten 32 und verlor dort gegen Kacper Filipiak. 2018 gelangte er bei der U21-EM ins Sechzehntelfinale und bei der Herren-EM in die Runde der letzten 64.

## Erfolge
- Albanischer 8-Ball-Meister: 2015
- Albanischer Snooker-Meister: 2016
- Albanischer 9-Ball-Meister: 2016
- Aramith Masters Championship: 2017
- Joss Northeast Tour: 2016/17 – 15, 2016/17 – 16
- Predator Pro-Tour: 2017 – 13
- World Pool Series – Grand Finale: 2017
- Treviso Open: 2018/1
- Teilnahme am Mosconi Cup 2018
- UK Open Champion 2023